# Ольшиць-Фольварк
Ольшиць-Фольварк (пол. Olszyc-Folwark) — село в Польщі, у гміні Доманиці Седлецького повіту Мазовецького воєводства.
Населення — 121 особа (2011).
У 1975-1998 роках село належало до Седлецького воєводства.

## Демографія
Демографічна структура станом на 31 березня 2011 року:
|          | Загалом | Допрацездатний вік | Працездатний вік | Постпрацездатний вік |
| -------- | ------- | ------------------ | ---------------- | -------------------- |
| Чоловіки | 57      | 19                 | 30               | 8                    |
| Жінки    | 64      | 15                 | 33               | 16                   |
| Разом    | 121     | 34                 | 63               | 24                   |